# Pablo y Virginia (serie de televisión)
Pablo y Virginia fue una serie de televisión, emitida por TVE en 1968. Con guiones y dirección de Luis Calvo Teixeira, se trataba de una adaptación de los relatos del escritor francés Marcel Mithois Paul et Virginie.

## Argumento
Narra, en tono de comedia, la convivencia y en ocasiones difíciles situaciones que debe atravesar el matrimonio formado por Pablo (Carlos Mendy) y Virginia (Conchita Montes), una mujer con un carácter muy especial.

## Listado de episodios
- Virginia Holmes sigue una pista
- La Virginia de Milo
- La muerte tenía un precio baratito
- Su Alteza Imperial
- La desconocida de la Estación de...
- Puerros y filosofía
- La prima
- Exámenes de conducir
- Complejos
- A solas
- Juego de cartas
- La Tercera Cadena
- Virginia Fittipaldi
- Yoga a go-go
- Alta costura y bajas maniobras
- Manos blancas
- Peteté o la caridad con flores
- Aquellos chiflados en sus locos cerebros
- Ser o no ser, este es el problema
- La perla o entre damas anda el juego
- Le doy mi corazón
- La cena está servida
- La bicicleta
- Robo en los Grandes Almacenes
- ¡Vístase Vd. misma!
- Enma

## Artistas invitados
Entre otros, pasaron por el plató de la serie los actores Rafaela Aparicio, Valeriano Andrés, Ricardo Merino, Alfonso del Real y Paco Morán.